# Jens Ehrhardt
Jens Ehrhardt (* 17. März 1942 in Hamburg) ist Fondsmanager, Vermögensverwalter und Herausgeber des seit 1974 wöchentlich erscheinenden Börsenbriefs Finanzwoche.

## Leben
Ehrhardt, mütterlicherseits aus einer Familie von Schiffsmaklern stammend und Sohn des Fotografen und Dokumentarfilmers Alfred Ehrhardt, studierte von 1962 bis 1968 Betriebswirtschaftslehre an der Universität Hamburg und an der Ludwig-Maximilians-Universität in München. 1969 wurde er Partner in der Vermögensverwaltungsgesellschaft Portfolio Management.
Jens Ehrhardt gründete 1974 seine eigene Vermögensverwaltung, die Dr. Jens Ehrhardt Vermögensverwaltung mit Sitz in München, nachdem er im selben Jahr mit einer Arbeit über Kursbestimmungsfaktoren am Aktienmarkt unter besonderer Berücksichtigung monetärer Determinanten promoviert worden war. In seiner Doktorarbeit zeigte er den Zusammenhang zwischen Geldmengenvermehrung durch die Notenbanken und der Börsenkursentwicklung.
Die Dr. Ehrhardt Vermögensverwaltung firmierte seit dem Jahr 2000 als Dr. Jens Ehrhardt Kapital AG und wurde zum 1. Juli 2008 in DJE Kapital AG umbenannt. Das Unternehmen hat seinen Sitz in Pullach.
Ehrhardt ist Vater von zwei Kindern. Sein Sohn Dr. Jan Ehrhardt ist stellvertretender Vorstandsvorsitzender des Unternehmens.

## TV-Auftritte
Ehrhardt ist Gast in Fernsehsendungen wie Börse vor acht, Telebörse (n-tv), N24, Deutsches Anleger Fernsehen oder Bloomberg TV.

## Veröffentlichungen
Ehrhardt veröffentlichte Bücher im Selbstverlag (Kursbestimmungsfaktoren am Aktienmarkt, 1974, 2. Auflage 1980; Markttechnik an der Börse, diverse Auflagen) und wirkte an Büchern mit, die von anderen Herausgebern initiiert wurden, z. B. 1997 Psychologie an der Börse von Bernhard Jünemann.
- Zeitschrift Finanzwoche[6]